# Schlegels maskorm
Schlegels maskorm (Rhinotyphlops schlegelii) är en maskorm som förekommer i centrala och södra Afrika. Sitt vetenskapliga namn har arten fått efter Hermann Schlegel, en tysk zoolog. 

## Kännetecken
Denna orm är en av de största maskormarna och kan nå en längd på 60 till 95 centimeter. Som andra maskormar har den reducerade ögon som skyddas av täckande fjäll. Fjällen på kroppen är släta och glansiga. Svansen är kort och svansspetsen är trubbig och har en kort tagg. Färgteckningen hos arten är ganska variabel, men skiftar vanligen från ljust grå just efter att ormen ömsat skinn med en mörkare mönstring på ovansidan av prickar och ränder till mer brunaktig. Undersidan är vanligen omönstrad.

## Utbredning
Förekommer i Swaziland och nordvästra Sydafrika, Moçambique, Zimbabwe, Botswana, Namibia, Tanzania, Malawi, Zambia, Uganda, Kenya, Kongo-Kinshasa och södra Somalia, Etiopien och Sudan. 

## Levnadssätt
Schlegels maskorm har ett grävande levnadssätt. Dess habitat är trädbevuxna savanner, buskområden och kustslätter. Den är främst nattaktiv och livnär sig på larver och puppor av myror och termiter. Honorna lägger äggen i en kammare under jorden. Kullstorleken varierar, som högst upp till 60 ägg per kull.